# Manuel Alcántara (escritor)
Manuel Porras Alcántara (Málaga, 10 de enero de 1928-Málaga, 17 de abril de 2019) fue un periodista y poeta español. Publicó al menos un artículo diario en diversos periódicos nacionales durante más de sesenta años sin interrupción, convirtiéndose en el columnista de mayor longevidad y audiencia de España.
Colaborador de cabeceras históricas como Pueblo, Marca o Diario Sur, se destacó en la interpretación de la actualidad política, social y cultural, así como en el análisis de las disciplinas deportivas del fútbol y el boxeo. Su estilo combina la ironía y el sentido de la lírica con una proverbial capacidad de síntesis.
Se calcula que escribió más de 30 000 artículos.

## Biografía
Manuel Alcántara nació el 10 de enero de 1928, en la calle del Agua del barrio malagueño de La Victoria. La guerra civil española fue uno de los recuerdos que lo marcaron desde su infancia. Por el traslado profesional de su padre tuvo que desplazarse a Madrid, donde cumplió los 18 años y en cuya universidad entró para estudiar la carrera de Derecho, que dejó inacabada. En la capital española conoció a quien fue su esposa, Paula Sacristán, con la que contrajo matrimonio en 1953 y tuvo a su única hija. Su esposa falleció en la provincia de Málaga el 20 de noviembre de 2007.
Su estreno poético fue en 1951 —a la edad de 23 años— en el entorno de los cafés literarios de Madrid, en el sexto recital de la III Serie de lecturas poéticas denominadas «Versos a medianoche». En 1953 estrenó Alforjas para la poesía en el teatro Chapí, obteniendo algunos premios en los Juegos Florales de Lorca y Gijón. Obtuvo el Premio de Poesía Antonio Machado dos años más tarde, con su primer libro Manera de silencio (1955); y el Premio Nacional de Literatura por Ciudad de entonces (1961).
En cuanto a la prensa, su inicio fue tardío, en 1958 y con 30 años de edad en el semanario de los estudiantes españoles La Hora. El salto a la prensa nacional se produjo a través del diario Arriba, momento a partir del cual sus intervenciones en diversos medios fueron ininterrumpidas y muy conocidas, por las que pronto alcanzaría las cabeceras más importantes de España.
Colaboró en los diarios Pueblo, Ya, Arriba, Marca y La Hoja del Lunes. Además, participó en la revista Época y en numerosos programas de Radio Nacional de España o la COPE. También colaboró en Televisión Española, en espacios relacionados con el fútbol, deporte del que era un gran conocedor. Como corresponsal deportivo, viajó por Sudamérica, Italia y Japón. 
Residía en el Rincón de la Victoria, Málaga, desde donde escribió diariamente durante treinta años (entre el 1 de junio de 1989 y el 21 de enero de 2019) una columna que se publicaba como primera firma en la contraportada de los diarios del grupo Vocento, entre otros Diario Sur, El Correo y Las Provincias. Siguió activo hasta pocos meses antes de su fallecimiento y se le consideró el «decano de los columnistas» por su labor en este campo, puesto que estuvo más de sesenta años escribiendo en diversos medios de comunicación.
Falleció el 17 de abril de 2019 en su Málaga natal a los 91 años.

## Obra literaria
Artículos
- Fondo perdido (Málaga: Arguval, 1997)
- Vuelta de hoja (Madrid: Taller de Editores, 1998)
- Málaga nuestra (Málaga: Arguval, 2002)
- Cantigas de amigo (Málaga: Ateneo de Málaga, 2003)

Poesía
- Manera de silencio (Madrid: Agora, 1955)
- El embarcadero (Madrid: Colegio Mayor Covarrubias, 1958)
- Plaza Mayor (Madrid: Taurus, 1961)
- Ciudad de entonces (Madrid: Arbolé, 1962)
- Anochecer privado (Málaga: Jarazmín, 1983)
- Sur, paredón y después (Langenhagen: Galerie, Kunst und Antiquitäten Depelmann, 1984)
- Este verano en Málaga (Madrid: Instituto Hispano-Árabe de Cultura, 1985)
- La misma canción (Málaga: Ateneo de Málaga, 1992)

## Premios
A lo largo de sus más de sesenta años de trayectoria profesional, Manuel Alcántara obtuvo numerosos premios y reconocimientos.
Prensa
Sus artículos le hicieron merecedor entre otros de: 
- 1955: Premio Juventud
- 1965: Premio Luca de Tena por su artículo «Pablo VI en Harlem».
- 1968: Premio Radio Nacional por su artículo «Tiene que ser mío».
- 1975: Premio Mariano de Cavia por su artículo «Federico Muelas».
- 1978: Premio González-Ruano por su artículo «Tono».
- 1993: Premio Periodístico Comité Español de UNICEF
- 1997: Premio Javier Bueno de la Asociación de la Prensa de Madrid
- 1999: Premio José María Pemán por su artículo «Aniversario».
- 2006: Premio El Torreón de la Fundación Wellington
- 2009: Premio Joaquín Romero Murube por su artículo «Cansinos vuelve a Sevilla».

Poesía
Al igual que por sus columnas, debido a sus creaciones líricas recibió numerosos galardones entre los que destacan:
- 1955: Premio de Poesía Antonio Machado por Manera de silencio.
- 1962: Premio Nacional de Literatura en la modalidad de Poesía por Ciudad de entonces.
- 1984: Premio Ibn Zaydun por Este verano en Málaga.
- 2001: Premio Pluma de Oro de Escritura de Parker Waterman
- 2010: Premio de las Letras Andaluzas Elio Antonio de Nebrija

Otros
- 1979: Hijo Predilecto de Málaga
- 1993: Creación del Premio de Poesía Manuel Alcántara
- 1984: Pregonero de la Semana Santa de Málaga
- 1995: Tesis doctoral de Teodoro León Gross dedicada a su articulismo: «Consideraciones sobre el artículo de opinión. El caso de Manuel Alcántara».
- 1999: Hijo Predilecto de la provincia de Málaga
- 1999: Creación del Premio de Periodismo Manuel Alcántara
- 2000: Doctor honoris causa por la Universidad de Málaga y creación del Premio de Periodismo Manuel Alcántara para periodistas jóvenes
- 2001: Medalla de Oro de Andalucía[1]
- 2007: Creación de la Fundación Manuel Alcántara, institución cultural sin ánimo de lucro que tiene por misión cuidar, promocionar, fomentar y compartir su pasión por la lectura y la escritura, la poesía y el periodismo.
- 2009: Premio Micrófono de Oro en la categoría de Prensa por su trayectoria profesional, otorgado por la Federación de Asociaciones de Radio y Televisión, que preside Luis del Olmo.
- 2009: La cantaora de flamenco Mayte Martín transforma en disco su espectáculo alCANTARa MANUEL, con versos del poeta que José Luis Ortiz Nuevo le encargó musicar para homenajearlo en la bienal de flamenco de Málaga en 2007.
- 2009: Premio Más de COPE Málaga
- 2010: Biznaga de Plata de COPE Málaga, galardón con que la emisora premia, desde hace quince años, a personas e instituciones que contribuyen a trabajar por la feria de Málaga y difundir sus bondades.
- 2010: Homenaje a su obra poética en el Festival Internacional de Poesía en el Dickinson College de Pennsylvania.
- 2011: Tesis doctoral de Agustín Rivera «La prensa española contemporánea: el caso de las crónicas de boxeo de Manuel Alcántara en el diario Marca (1967-1978)».
- 2011: Documental El pésimo actor mexicano, dirigido por Manuel Jiménez Núñez
- 2017: First Amendment Award, otorgado por los Eisenhower Fellows españoles
- 2018: Ingreso en la Orden Civil de Alfonso X el Sabio, con la categoría de Encomienda.[7]
- 2018: Medalla de San Isidoro de Sevilla, de la Unión Nacional de Escritores de España.